# Дадажанов, Мамажан
Мамажан Дадажанов (узб. Мамажон Дадажонов; 1931 год, Мархаматский район, Андижанская область, Узбекская ССР — 16 октября 1973 года) — узбекский партийный и советский государственный деятель, бригадир колхоза имени Ильича Ленинского района Андижанской области, Узбекская ССР. Герой Социалистического Труда (1966). Депутат Верховного Совета Узбекской ССР. Член КПСС. 
Родился в 1931 году в одном из населённых пунктов Мархаматского района Андижанской области. После окончания школы механизации с 1947 года трудился трактористом. С 1957 года — тракторист в колхозе имени Ильича (позднее — совхоз «Андижанский») Ленинского района Андижанской области. Позднее был назначен бригадиром комплексной бригады в этом же колхозе.
Бригада Мамажана Дадажанова досрочно выполнила задания и социалистические обязательства семилетки (1959—1966). Указом Президиума Верховного Совета СССР от 30 апреля 1966 года «за успехи в увеличении производства и заготовок картофеля, овощей и плодов» удостоен звания Героя Социалистического Труда с вручением ордена Ленина и золотой медали «Серп и Молот».
Избирался членом ЦК Компартии Узбекистана и депутатом Верховного Совета Узбекской ССР.
Скончался в 1973 году.